# Henry Tryon
Henry Tryon (20 de diciembre de 1856, Devon, Inglaterra- 15 de noviembre de 1943, Brisbane, Queensland, Australia) fue un botánico, entomólogo y fitopatólogo inglés.
Hijo de Henry Curling Tryon, gentilhombre, y de Elizabeth Anne Obree. Se educa en el "Sherwood College". Más tarde abandona el estudio de la Medicina en Londres, para continuar su interés en historia natural. En Suecia, Nueva Zelanda (mientras administra las propiedades paternas) y desde 1882 en el norte de Queensland, recolectando especímenes vegetales y de insectos, que donó al Museo de Queensland.
Fue curador asistente del "Museo de Queensland", de 1885 a 1894, y fue contratado por el Departamento de Agricultura de Queensland para trabajar en vacunas para pleuroneumonía y moscas de la fruta.
En 1894 es entomólogo gubernamental, y en 1901 fitopatólogo.
- La abreviatura «Tryon» se emplea para indicar a Henry Tryon como autoridad en la descripción y clasificación científica de los vegetales.[1]